# Vermilion (Ohio)
Vermilion – miasto w Stanach Zjednoczonych, w północnej części stanu Ohio, nad jeziorem Erie. Przy ujściu rzeki Vermilion River, W mieście znajduje się marina jachtowa.
Liczba mieszkańców w 2000 roku wynosiła 10 913.